# شهرستان کوژنگتسه
شهرستان کوژنگتسه (به لهستانی: Powiat Kozienice) یک شهرستان در لهستان است که در استان ماسوویان واقع شده‌است. شهرستان کوژنگتسه ۹۱۶٫۹۶ کیلومتر مربع مساحت و ۶۱٬۶۱۴ نفر جمعیت دارد.